# اسکوری (تگزاس)
اسکوری، تگزاس(به انگلیسی: Scurry, Texas) شهری در ایالت تگزاس از ایالات جنوبی ایالات متحده آمریکا است. در سرشماری سال ۲۰۰۰، جمعیت این شهر ۶۴۴ نفر اعلام شد.